# Йордан Йовков
Йордан Стефанов Йовков е български писател. Известен най-вече със своите разкази, отразяващи традиционния бит и култура, той е смятан за един от класиците на българската литература.

## Биография

### Ранни години
Йордан Йовков е роден на 9 ноември 1880 година. Той е петото дете на Стефан Йовков и Пена Бойчова. Преди него са Йосиф, Николай, Съба и Бойчо, а след него е Коста. Йовков преминава детските и юношеските години в родното си място (Жеравна). Учи в Жеравна, а след това през 1895 година завършва основното си образование в Котел. Завършва Първа мъжка гимназия в София през юни 1900 година. Учителят му по литература – поетът Иван Грозев, му предсказва бъдеще на писател.
След дипломирането си живее в с. Мрамор, където се преселва семейството му. През септември 1900 година се мести в село Долен извор, където е назначен за учител.

### Първи публикации
Завършва Школата за запасни офицери в Княжево (1902 – 1904), като по време на обучението си публикува първата си творба – стихотворението „Под тежкия кръст“ (вестник „Съзнание“, бр. 9, 26 октомври 1902 година). През февруари 1904 година се уволнява от армията с чин подпоручик от запаса и записва в Юридическия факултет на Софийския университет, но смъртта на баща му осуетява следването му.
Есента на 1904 година Йовков се завръща в Долен извор и учителства в различни добруджански села до 1912 година, когато е мобилизиран.

### Периодът на войните
На 20 септември 1912 г. е мобилизиран и пристига в 41 пехотен полк в Бургас заедно с по-малкия си брат Коста. Участва в Балканската и Междусъюзническата война като командир на 5 рота във 2 дружина в 41 пехотен полк. На 18 юни 1913 година е ранен в крака по време на битката при Дойран, а на 28 юли е произведен в чин поручик.
След войните Йовков се установява в София и работи като редактор на списание „Народна армия“, където в брой № 1 публикува очерк за Балканската война – „Утрото на паметния ден“. След като списанието престава да излиза, Йовков е принуден да търси работа и с помощта на Григор Василев е назначен за библиотекар и редактор на списание „Преглед на Министерството на вътрешните работи и народното здраве“ в Отделението за социални грижи и благотворителност.
Остава на работа до 11 септември 1915 година, когато отново е мобилизиран и изпратен в град Ксанти, в новосформираната 9 погранична дружина. На 10 юли 1916 година е командирован в редакцията на списание „Военни известия“. На 1 януари 1918 година „За изслужено време“ е повишен в чин капитан. Същата година в София среща Деспина Колева, която по това време е студентка последна година в Историко-географския факултет на Софийския университет. Двамата се женят на 15 декември 1918 г. в Добрич, откъдето е родом Деспина. След края на Първата световна война настъпва един от най-тежките периоди в живота на Йовков. Втората национална катастрофа го заварва в Добрич. След трудни дни, изпълнени с душевни терзания и материални несгоди, и след като Добруджа е върната на Румъния, Йовков минава нелегално границата и се установява във Варна, където на 9 октомври 1919 г. се ражда единствената му дъщеря Елка. Временно е назначен за делегат на Комисията по бежанците. Деспина и Елка се връщат в Добрич, а Йовков остава във Варна, където е учител във Варненската мъжка гимназия до есента на 1920 година. В 1920 година единодушно е избран за член на Съюза на писателите.

### Във външното министерство
След застъпничество на приятели от София е назначен за редовен сътрудник по печата при българската легация в Букурещ. За жалост постоянно е понижаван в длъжност и местен в различни консулства – секретар към консулското отделение, драгоманин (преводач), поради което в края на 1927 година напуска легацията. На 19 ноември 1927 година е назначен за преводач към Министерство на външните работи, а от 1 декември е назначен и за сътрудник на вестник „Ла бюлгари“, където работи до 16 декември 1929 година.

### Последни години
В края на 1935 г. министър Георги Кьосеиванов го назначава за хоноруван сътрудник на в. „Нови дни“, където работи само два месеца, преди вестникът да бъде закрит на 31 декември. На 21 февруари 1936 г. министър Кьосеиванов назначава Йовков за помощник-редактор II степен в Дирекцията по печата. На тази длъжност го заварва и смъртта.
Последните 10 години от живота му са изпълнени с творчески труд и изтощително напрежение, което се отразява на здравето му. През 19 септември 1937 година заминава на лечение в Хисаря. Оттам изпраща последното си писмо до Деспина Йовкова на 30 септември. Поради влошеното му състояние е откаран на 11 октомври в Пловдив и на 14 октомври е опериран по спешност в Католическата болница там. Открит е рак на стомаха в напреднало, безнадеждно състояние. Също рак в жлъчката, освен това – апандисит. На 15 октомври 1937 година Йовков умира. Погребението му в София се превръща в израз на народна любов и признателност. Погребан е в парцел 35 на Централните софийски гробища.

## Творчество
Йовков дебютира като поет. През 1902 – 1911 година публикува стихове (общо 31) в различни периодични издания – в. „Съзнание“, списанията „Пробуда“, „Художник“, „Ново време“, „Ново общество“ и „Бисери“. Лириката му не се отличава с особено богатство и разнообразие на мотиви – започнал като социален поет, по-късно Йовков трансформира социалния протест в резигнация, печал и умора. Първата си белетристична творба – „Овчарова жалба“, с подзаглавие „Старопланинска легенда“ – Йовков публикува в списание „Просвета“ през 1910 година.
Годините, прекарани по фронтовете на трите войни, предопределят тематиката и персонажите в по-нататъчното му творчество. Военните си творби Йовков започва да печата от началото на 1913 година („Утрото на паметния ден“). До 1917 година името му се среща по страниците на списанията „Звено“, „Съвременна мисъл“, „Народ и армия“, на вестниците „Слово“, „Демократически преглед“, „Военни известия“ и „Отечество“. Открояват се импресиите „Те победиха“ (1914), „На старата граница“ (1914), „Безотечественици“ (1914), „Ехо“, разказът „Балкан“ (1915), повестта „Земляци“ (1915) и „Песента на колелетата“ (1924).
В документалните си очерци Йовков обективно свидетелства за войнишките делници и празници – баталните очерци са ярки художествени свидетелства за преживяното по време на войната – от първия ѝ ден до нейния трагичен край. В тях редом с летописеца присъства и есеистът; синтезът се постига чрез емоционално овладяване на военната тема, пречупена през индивидуалното впечатление. Йовков идва в българската литература с една болка, която пронизва всичко, написано от него за войните, и от която се ражда специфичният му хуманизъм. В прозата му няма ожесточение, викове на омраза. Най-значимите си военни творби Йовков събира в излезлите през 1917 и 1918 година два тома „Разкази“.
Въпреки че на два пъти по-късно се връща към баталните сюжети – веднъж с новелата „Последна радост“ (1920) и след едно десетилетие с разказите „Белите рози“ (1930), „Другар“ (1930), „На стража“ (1930), Йовков изчерпва темата, преди да е приключила самата война за България. В известен смисъл тези последни творби са равносметка, сумирала постиженията и недостатъците на периода, през който авторът израства и се налага като писател от национална величина. Ако с „Последна радост“ Йовков прави своеобразна рекапитулация на темата за войните, с повестта „Жетварят“ (1920) възвестява завръщането си към сюжетите и проблемите на българското село. В развитието му на белетрист това е началото на процес, който окончателно оформя идейно-естетическия му свят. „Последна радост“ е кръстопътна книга – в нея са събрани завършекът на един етап и началото на друг.
Когато отсъства от България цели 7 години, тъкмо в чужбина Йовков подготвя трайното си присъствие в националния духовен и литературен живот чрез сборниците „Последна радост“, „Старопланински легенди“ (1927), „Вечери в Антимовския хан“ (1928), „Женско сърце“, „Ако можеха да говорят“ (1936) и романа „Чифликът край границата“, както и незавършения роман „Приключенията на Гороломов“, драмите „Албена“, „Боряна“, „Обикновен човек“ и комедията „Милионерът“. Сборниците „Старопланински легенди“, „Вечери в Антимовския хан“, „Ако можеха да говорят“ се определят жанрово като цикъл от разкази.
Майстор на късия разказ, така наричат големия български писател Йордан Йовков, като 70 негови книги са преведени на над 25 езика, а отделни негови творби – на над 37, сред които и арабски, виетнамски, китайски, персийски, полски, фински, хинди, шведски, японски и други езици. Йовковите творби имат своя свят, своята атмосфера. Тя идва от времето, което Йовков изобразява.

## Наследство и признание
- Паметна плоча на дома му в София, в който живее от 1933 г. до смъртта си
- Домът на Йордан Йовков в София, ул. Янтра 13, където е прекарал последните си години
- Паметна плоча на Йовков на входа на Военната болница в Пловдив
- Паметник на Йордан Йовков в двора на родната му къща в Жеравна
- Композиция „Те победиха“ на Иван Лазаров, вдъхновява Йордан Йовков да създаде едноименния си разказ, Национален исторически музей, София
- Гробът на Йордан Йовков на Софийските централни гробища (42°42′55.3″ с. ш. 23°20′06.9″ и. д. / 42.715361° с. ш. 23.33525° и. д.).

Името на Йордан Йовков носят множество географски, културни и други забележителности. Някои от тях са:
- Улица в квартал „Стрелбище“ в София (Карта).
- Морският нос Йордан Йовков на остров Гринуич, Южни Шетлъндски острови, Антарктика.[8]
- Дом-паметникът на Йордан Йовков в Добрич е включен в Стоте национални туристически обекта под номер 23.
- Драматичен театър „Йордан Йовков“ в гр. Добрич.
- Родната къща на Йордан Йовков в Жеравна е музей и е включена в Стоте национални туристически обекта под номер 57.
- Националната литературна награда „Йордан Йовков“.
- Народни читалища носещи името „Йордан Йовков“ има в: Добрич (1870), Алфатар (1894), с. Добротица, обл. Силистра (1899), с. Красен (1912) и с. Йовково, обл. Добрич и десетки други.
- 10-то ОУ "Йордан Йовков", гр. Сливен
- Къщата на Йовков в град Добрич също е музей.

### От Йовков
- „Разкази“. Т. I – II. 1917 – 1918 г.
- „Жетварят“, 1920 г. (2 преработено издание 1930 г.)
- „Последна радост“, 1926 г. (2-ро издание под заглавието „Песента на колелетата“, 1933 г.)
- „Старопланински легенди“, 1927 г.
- „Вечери в Антимовския хан“, 1928 г.
- „Разкази“. Т. I, II, III. 1928 г., 1929 г., 1932 г.
- „Албена“. Драма, 1930 г.
- „Милионерът“. Комедия, 1930 г.
- „Боряна“. Драма, 1932 г.
- „Чифликът край границата“, 1934 г.
- „Женско сърце“, 1935 г.
- „Ако можеха да говорят“, 1936 г.
- „Обикновен човек“. Драма, 1936 г.
- „Приключенията на Гороломов“, 1938 г.
- „Събрани съчинения в 15 тома“, София, Хемус, 1938 г.
- „Разкази в три тома“, София, Изгрев, 1940 г.
- „Балкан. Разказ“, София, Хемус, 1940 г.
- „Белият ескадрон. Разкази“, София, Хемус, 1943 г.
- „Събрани съчинения в седем тома“, София, Български писател, 1956 г.
- „Избрани разкази в два тома“, София, Български писател, 1967 г.
- „Разкази в два тома“, София, Български писател, 1968 г.
- „Събрани съчинения в 6 тома“, София, Български писател, 1970 г.
- „Бялата лястовичка“, София, Народна младеж, 1971 г.
- „Овчарова жалба“, Избрани творби. София, Издателство на БЗНС, 1975 г.
- „Събрани съчинения в 6 тома“, 2. издание, София, Български писател, 1976 г.
- „Гълъбът на прозореца“, Световна класика за деца и юноши. София, Отечество, 1979 г.
- „Обич“, Избрани творби. София, Издателство на БЗНС, 1979 г.
- „Събрани съчинения в 6 тома“. 3. издание, София, Български писател, 1982 – 1983.
- „Съчинения в 2 тома“. София, Български писател, 1989 г.
- „Избрано“. София, Труд, 2021 г.
- „Съчинения в 6 тома“. София, Захарий Стоянов, 2009 – 2010 г.
- „Избрано в два тома“. София, Ню медиа груп, 2007 г.
- „Избрано“. София, A&T-Publishing, 2017 г.
- „Йордан Йовков: 28 разказа“. София, Хеликон, 2022.

### За Йовков
- Анчев, Панко. Йордан Йовков. София, Захарий Стоянов, 2021.
- Билярски, Цочо. „Йордан Йовков – живот и дело (Из документалното наследство)“. ИК „Синева“, 2008.
- Василев, Михаил. Йордан Йовков – майстор на разказа. София, Народна просвета, 1968.
- Василев, Стефан. Естетически проблеми в творчеството на Йордан Йовков. София, Издателство на БАН, 1961.
- Георгиев, Станьо. Език и стил на Йордан Йовков. София, Народна просвета, 1979.
- Динеков, Петър. В живота и литературата. София, Български писател, 1982.
- Игов, Светлозар. Българската литература XX век. София, Бенида, 2000, ISBN 954-90563-2-5.
- Игов, Светлозар. История на българската литература 1878 – 1944. 2. фототип. изд. София, Акад. изд. Проф. Марин Дринов, 1995, ISBN 954-430-383-9.
- Ичевска, Татяна. Библейското слово у Йовков. В. Търново, Фабер, 2003, 220 с. ISBN 954-775-181-6.
- Йовкова, Деспина. Йордан Йовков: Спомени, записки, писма. София, Наука и изкуство, 1987.
- Йордан Йовков 1880 – 1980. София, БАН, 1982.
- Йордан Йовков. 120 години от рождението му. Нови изследвания. 2002.
- Йордан Йовков 1880 – 1937. Био-библиографски указател. София, Народна библиотека „Кирил и Методий“, 1980.
- Йордан Йовков (1880 – 1937). Летопис на неговия живот и творчество. Том 1 – 2. Велико Търново, Фабер, 2013 – 2014.
- Казанджиев, Спиридон. Срещи и разговори с Йордан Йовков. София, Наука и изкуство, 1960.
- Кирова, Милена. Йордан Йовков. Митове и митология. София, Полис, 2001 ISBN 954-90728-4-3.
- Механджиева, Цезия. Йордан Йовков - Идеи, теми, мотиви и послания. София, Барболов и синове, 2001.
- Мешеков, Иван. Йордан Йовков – романтик-реалист. София, Д. Гологанов, 1947.
- Минев, Димо. Йордан Йовков.Документи и свидетелства за живота му. София, БАН, 1947.
- Минев, Димо. Спомени и документи. 2. изд. 1969.
- Панова, Искра. Вазов, Елин Пелин, Йовков – майстори на разказа. София, Български писател, 1967 (2. издание – 1975 г., 3. издание – 1988 г.).
- Пелева, Инна. Места от конспекта. София, Лит. вестник, 2000 ISBN 954-9602-12-5.
- Пондев, Петър. Вазов, Елин Пелин, Йовков – майстори на разказа. София, Български писател, 1962.
- Сарандев, Иван. Йордан Йовков. София, Издателство на Отечествения фронт, 1982,
- Сарандев, Иван. В света на „Старопланински легенди“. 3. доп. изд. София, Бенита Арт, 2007, ISBN 978-954-9633-02-3.
- Сарандев, Иван. Йордан Йовков – жизнен и творчески път. 2. фототип. доп. изд. София, Акад. изд. Проф. Марин Дринов, 1999, ISBN 954-430-546-7.
- Станков, Иван. Йовковото творчество. Велико Търново, Слово, 1995 (II издание 1999) (ISBN 954-439-397-8).
- Страници за Йордан Йовков. София, Параф, 1992.
- Султанов, Симеон. Йовков и неговият свят. 2. изд. София, Бълг. писател, 1971.
- Цанев, Георги. Йордан Йовков. София, Наука и изкуство, 1982.